# 虫媒病毒性脑炎
虫媒病毒性脑炎（Arbovirus encephalitis）指虫媒病毒导致的脑炎。
美国发现有多种虫媒病毒性脑炎。
这样的病包括：
- 加利福尼亚脑炎病毒（英语：California encephalitis）
- 流行性乙型脑炎
- 圣路易斯脑炎病毒（英语：St. Louis encephalitis）
- 森林脑炎
- 西尼罗河病毒